# Campeonato Mundial de Atletismo Júnior de 2014 - 100 m masculino
A prova dos 100 metros rasos masculino do Campeonato Mundial de Atletismo Júnior de 2014 ocorreu entre os dias 22 e 23 de julho, em Eugene, nos Estados Unidos.

## Recordes
Antes desta competição, os recordes mundiais e do campeonato nesta prova eram os seguintes:
|     | Nome            | Nacionalidade  | Tempo | Local     | Data                |
| --- | --------------- | -------------- | ----- | --------- | ------------------- |
| WJR | Trayvon Bromell | Estados Unidos | 9,97  | Eugene    | 13 de junho de 2014 |
| CR  | Adam Gemili     | Reino Unido    | 10,05 | Barcelona | 11 de julho de 2012 |

## Medalhistas
| Ouro                  | Prata                 | Bronze                |
| Kendal Williams (USA) | Trayvon Bromell (USA) | Yoshihide Kiryū (JPN) |

## Cronograma
Todos os horários são locais (UTC-7).
| Data        | Hora  | Evento        |
| ----------- | ----- | ------------- |
| 22 de julho | 12:50 | Eliminatórias |
| 23 de julho | 18:20 | Semifinal     |
| 23 de julho | 20:55 | Final         |

## Resultados

### Eliminatórias
Qualificação: Os 3 primeiros de cada bateria (Q) e os 3 tempos mais rápidos (q).
| Posição | Bateria | Atleta                           | Nacionalidade                   | Tempo | Notas           |
| ------- | ------- | -------------------------------- | ------------------------------- | ----- | --------------- |
| 1       | 6       | Trayvon Bromell                  | Estados Unidos                  | 10,13 | Q               |
| 2       | 5       | Kendal Williams                  | Estados Unidos                  | 10,23 | Q,              |
| 3       | 1       | Cejhae Greene                    | Antígua e Barbuda               | 10,27 | Q,              |
| 4       | 2       | Jevaughn Minzie                  | Jamaica                         | 10,32 | Q               |
| 5       | 3       | Andre Azonwanna                  | Canadá                          | 10,33 | Q,              |
| 6       | 2       | Josh Clarke                      | Austrália                       | 10,36 | Q               |
| 6       | 3       | Michael O'Hara                   | Jamaica                         | 10,36 | Q               |
| 8       | 1       | Jonathan Farinha                 | Trinidad e Tobago               | 10,37 | Q               |
| 8       | 5       | Mo Youxue                        | China                           | 10,37 | Q,              |
| 10      | 5       | Morten Dalgaard Madsen           | Dinamarca                       | 10,38 | Q,              |
| 11      | 7       | Yoshihide Kiryū                  | Japão                           | 10,40 | Q               |
| 12      | 4       | Ojie Edoburun                    | Reino Unido                     | 10,43 | Q               |
| 13      | 6       | Reuben Arthur                    | Reino Unido                     | 10,44 | Q,              |
| 13      | 5       | Thando Roto                      | África do Sul                   | 10,44 | q               |
| 15      | 4       | Levi Cadogan                     | Barbados                        | 10,45 | Q               |
| 16      | 2       | Takuya Kawakami                  | Japão                           | 10,46 | Q               |
| 17      | 6       | Vitor Hugo dos Santos            | Brasil                          | 10,49 | Q,              |
| 18      | 1       | Luca Antonio Cassano             | Itália                          | 10,50 | Q               |
| 19      | 1       | Silvan Wicki                     | Suíça                           | 10,55 | q               |
| 20      | 4       | Stanley del Carmen               | República Dominicana            | 10,56 | Q               |
| 20      | 3       | Sydney Siame                     | Zâmbia                          | 10,56 | Q               |
| 20      | 2       | Austin Hamilton                  | Suécia                          | 10,56 | q               |
| 23      | 6       | Keanu Pennerman                  | Bahamas                         | 10,57 |                 |
| 24      | 7       | Yaniel Carrero                   | Cuba                            | 10,58 | Q               |
| 25      | 3       | Cliff Resias                     | Bahamas                         | 10,60 |                 |
| 26      | 5       | Simone Pettenati                 | Itália                          | 10,61 |                 |
| 27      | 1       | Lin Renkeng                      | China                           | 10,62 |                 |
| 27      | 1       | Kehinde Olubodun                 | Nigéria                         | 10,62 |                 |
| 29      | 3       | Iván Moreno                      | México                          | 10,64 |                 |
| 30      | 4       | Himasha Eashan Waththakankanamge | Sri Lanka                       | 10,66 |                 |
| 31      | 6       | John-Mark Constantine            | Trinidad e Tobago               | 10,67 |                 |
| 32      | 7       | Aykut Ay                         | Turquia                         | 10,71 | Q               |
| 32      | 6       | Mahmoud Hammoudi                 | Argélia                         | 10,71 |                 |
| 34      | 4       | Frank Itoya                      | Espanha                         | 10,72 |                 |
| 34      | 5       | Jan Kramberger                   | Eslovênia                       | 10,72 |                 |
| 34      | 4       | Ricardo Pereira                  | Portugal                        | 10,72 |                 |
| 37      | 7       | Samuli Samuelsson                | Finlândia                       | 10,78 |                 |
| 38      | 6       | Mzamo Mngomezulu                 | Essuatíni                       | 10,84 | NJR             |
| 39      | 7       | Sebastian Schürman               | Alemanha                        | 10,85 |                 |
| 40      | 2       | Amanuel Abebe                    | Etiópia                         | 10,99 |                 |
| 41      | 3       | Peauope Suli Fifita              | Tonga                           | 11,00 |                 |
| 42      | 2       | Faresa Kapisi                    | Samoa Americana                 | 11,66 |                 |
| 42      | 3       | Reginald Koc                     | Aruba                           | 11,66 | Recorde pessoal |
| 44      | 5       | Tioti Batuao                     | Kiribati                        | 11,90 | Recorde pessoal |
| 45      | 1       | Roy Elwise                       | Estados Federados da Micronésia | 12,17 | Recorde pessoal |
| 46      | 7       | Quentin Leguay                   | Mónaco                          | 12,40 |                 |
| 47      | 1       | Alfreto Quiani                   | Ilhas Marshall                  | 13,13 | Recorde pessoal |
| 48      | 4       | Cheikh Beya                      | Mauritânia                      | 14,77 | Recorde pessoal |
| 49      | 7       | Cajuniba Okirua                  | Ilhas Cook                      | DNF   |                 |
| 49      | 4       | Arthur Cissé                     | Costa do Marfim                 | DNS   |                 |
| 49      | 2       | Mohammad Azizi                   | Afeganistão                     | DNS   |                 |
| 49      | 5       | Seco Camara                      | Guiné-Bissau                    | DNS   |                 |

### Semifinal
Qualificação: Os 2 primeiros de cada bateria (Q) e os 2 tempos mais rápidos (q).
| Posição | Bateria | Atleta                 | Nacionalidade        | Tempo | Notas |
| ------- | ------- | ---------------------- | -------------------- | ----- | ----- |
| 1       | 1       | Trayvon Bromell        | Estados Unidos       | 10,29 | Q     |
| 2       | 1       | Levi Cadogan           | Barbados             | 10,31 | Q     |
| 3       | 1       | Ojie Edoburun          | Reino Unido          | 10,36 | q     |
| 4       | 1       | Yoshihide Kiryū        | Japão                | 10,38 | q     |
| 5       | 2       | Cejhae Greene          | Antígua e Barbuda    | 10,39 | Q     |
| 6       | 2       | Jonathan Farinha       | Trinidad e Tobago    | 10,41 | Q     |
| 7       | 2       | Jevaughn Minzie        | Jamaica              | 10,43 |       |
| 8       | 2       | Takuya Kawakami        | Japão                | 10,47 |       |
| 8       | 2       | Mo Youxue              | China                | 10,47 |       |
| 10      | 2       | Morten Dalgaard Madsen | Dinamarca            | 10,48 |       |
| 11      | 3       | Kendal Williams        | Estados Unidos       | 10,49 | Q     |
| 12      | 3       | Andre Azonwanna        | Canadá               | 10,50 | Q     |
| 13      | 2       | Thando Roto            | África do Sul        | 10,61 |       |
| 14      | 2       | Aykut Ay               | Turquia              | 10,62 |       |
| 15      | 1       | Austin Hamilton        | Suécia               | 10,64 |       |
| 16      | 1       | Sydney Siame           | Zâmbia               | 10,68 |       |
| 17      | 1       | Michael O'Hara         | Jamaica              | 10,69 |       |
| 18      | 3       | Yaniel Carrero         | Cuba                 | 10,70 |       |
| 18      | 1       | Luca Antonio Cassano   | Itália               | 10,70 |       |
| 20      | 3       | Josh Clarke            | Austrália            | 10,79 |       |
| 21      | 3       | Reuben Arthur          | Reino Unido          | 10,81 |       |
| 21      | 3       | Vitor Hugo dos Santos  | Brasil               | 10,81 |       |
| 23      | 3       | Stanley del Carmen     | República Dominicana | 10,92 |       |
| 24      | 3       | Silvan Wicki           | Suíça                | 11,14 |       |

### Final
A prova final foi realizada no dia 23 de julho às 20h50.
| Posição           | Raia | Atleta           | Nacionalidade     | Tempo | Notas           |
| ----------------- | ---- | ---------------- | ----------------- | ----- | --------------- |
| Medalha de ouro   | 5    | Kendal Williams  | Estados Unidos    | 10,21 | Recorde pessoal |
| Medalha de prata  | 6    | Trayvon Bromell  | Estados Unidos    | 10,28 |                 |
| Medalha de bronze | 2    | Yoshihide Kiryū  | Japão             | 10,34 |                 |
| 4                 | 4    | Levi Cadogan     | Barbados          | 10,39 |                 |
| 5                 | 3    | Cejhae Greene    | Antígua e Barbuda | 10,43 |                 |
| 6                 | 1    | Ojie Edoburun    | Reino Unido       | 10,45 |                 |
| 7                 | 8    | Andre Azonwanna  | Canadá            | 10,46 |                 |
| 8                 | 7    | Jonathan Farinha | Trinidad e Tobago | 10,47 |                 |

Legenda
| Recorde mundial       | Recorde mundial (World record)               |                       | Recorde africano                      | Recorde africano (African) |                                           | Q | Classificado por posição (Qualified) |
| Recorde do campeonato | Recorde do campeonato (Championship record)  | Recorde da América    | Recorde da América (Americas)         | q                          | Classificado por melhor tempo (Qualified) |   |                                      |
| Melhor marca do ano   | Melhor marca do ano (World leading)          | Recorde asiático      | Recorde asiático (Asian)              | DNS                        | Não largou (Did not start)                |   |                                      |
| Recorde nacional      | Recorde nacional (National record)           | Recorde europeu       | Recorde europeu (European)            | DNF                        | Não terminou (Did not finish)             |   |                                      |
| Recorde pessoal       | Recorde pessoal do atleta (Personal best)    | Recorde da Oceania    | Recorde da Oceania (Oceania)          | DSQ / DQ                   | Desclassificado (Disqualified)            |   |                                      |
| Recorde da temporada  | Recorde da temporada do atleta (Season best) | Recorde sul-americano | Recorde sul-americano (South America) | NM                         | Sem marca (No mark)                       |   |                                      |